# إدوارد ألان كناب
إدوارد ألان كناب (بالإنجليزية: Edward Alan Knapp)‏ هو فيزيائي أمريكي، ولد في 7 مارس 1932 في سايلم في الولايات المتحدة، وتوفي في 17 أغسطس 2009 في سانتا فيه في الولايات المتحدة.